# ليندا ليستر
ليندا ليستر (بالإنجليزية: Linda Lister)‏ هي مغنية أوبرا ومغنية أمريكية، ولدت في 30 يونيو 1969.